# الموتى السائرون: داريل ديكسون
الموتى السائرون: داريل ديكسون (بالإنجليزية: The Walking Dead: Daryl Dixon)‏ هو مسلسل نهاية العالم وما بعدها أمريكي قادم يدور حول شخصية داريل ديكسون من مسلسل الموتى السائرون. المسلسل من بطولة نورمان ريديس، كليمونس بويزي، آدم ناغيتيس وآن شارييه ومن المقرر عرضه في عام 2023.

## روابط خارجية
الموتى السائرون: داريل ديكسون على موقع IMDb (الإنجليزية)
- الموتى السائرون: داريل ديكسون على موقع ميتاكريتيك (الإنجليزية)
- الموتى السائرون: داريل ديكسون على موقع روتن توميتوز (الإنجليزية)
- الموتى السائرون: داريل ديكسون على موقع كينوبويسك (الروسية)
- الموتى السائرون: داريل ديكسون على موقع ألو سيني (الفرنسية)
- الموتى السائرون: داريل ديكسون على موقع قاعدة بيانات الفيلم (الإنجليزية)